# Route régionale 59 (Tunisie)
Pour les articles homonymes, voir Route 59.
La route régionale 59 ou RR59 est un axe routier secondaire de Tunisie qui relie Bou Salem à Ghardimaou. Elle croise la route nationale 17.